# Segura (rivier)
De Río Segura (Latijn:Thader, Arabisch: War-Alabiat) is een rivier in het zuidoosten van Spanje. De rivier ontspringt in de Sierra de Segura in een klein dorpje genaamd Fuente Segura, een deelgemeente van Santiago-Pontones in de Spaanse provincie Jaén in de regio Andalusië. Ze loopt door de provincies Jaén, Albacete, Murcia en Alicante en mondt na een tocht van 325 kilometer ter hoogte van Guardamar del Segura uit in de Middellandse Zee. Het totale stroomgebied strekt zich uit over 18.870 km².

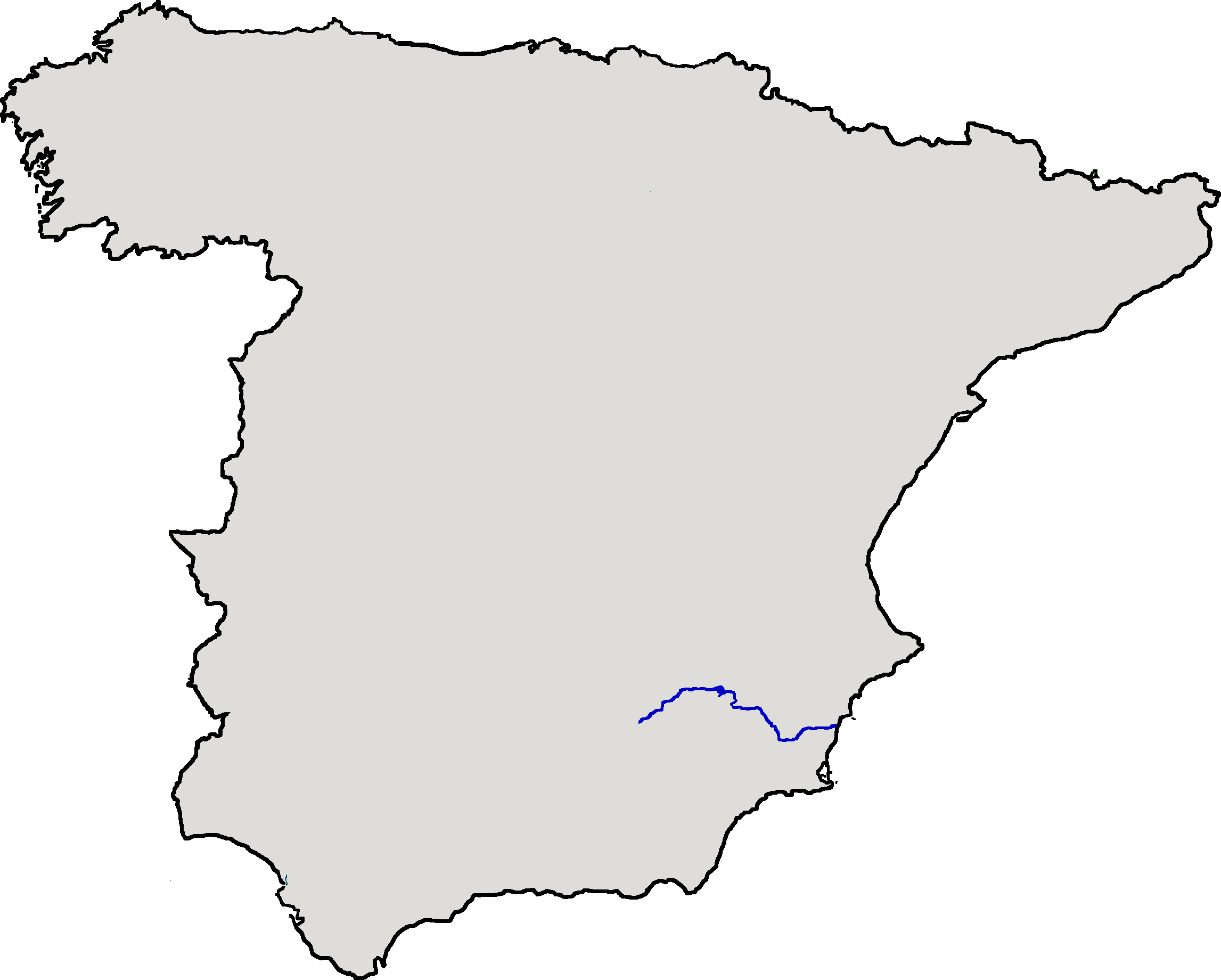
río Segura in het zuidoosten van Spanje

.

## Zijrivieren
De volgende rivieren monden uit in de Río Segura. Langs de linkeroever zijn dit:
- Río Zumeta
- Río Taibilla
- Río Alhárabe
  - Río Benamor
- Río Argos
- Río Quípar
- Río Mula

en langs de rechteroever zijn dit:
- Río Madera
- Río Tus
- Río Mundo
  - Río Bogarra o Madera
- Rambla del Judío
  - Río Pliego
- Río Guadalentín
  - Rambla del Bosch
  - Rambla Nogalte
  - Río Luchena
  - Río Turrilla
  - Río Torrealvilla
- Rambla Salada
- Rambla de Abanilla

## De loop van de rivier

### Bovenloop
De bron bevindt zich in het kleine dorpje Fuente Segura, in de gemeente Santiago-Pontones. Het water stroomt uit een natuurlijke grot, die zich 1413 meter boven de zeespiegel bevindt. Het gebied wordt de Sierra de Segura genoemd. Tijdens de eerste kilometers loopt de rivier door een smalle en diepe vallei waar de rivier groeit door het water van de zijrivieren Madera, Zumeta en Tus.
Verschillende stuwmeren werden aangelegd, zoals in 1933 ter hoogte van Fuensanta in de provincie Albacete en zoals in 1957 ter hoogte van Cenajo in de provincies Albacete en Murcia. Dankzij deze stuwmeren worden er grote hoeveelheden elektrische energie geproduceerd, wordt het overstromingsgevaar van de rivier beperkt en wordt aan waterbeheer gedaan. Dit laatste is zeer belangrijk in een regio waar zeer lange perioden van droogte samen gaan met een intensieve landbouw.

### Middenloop

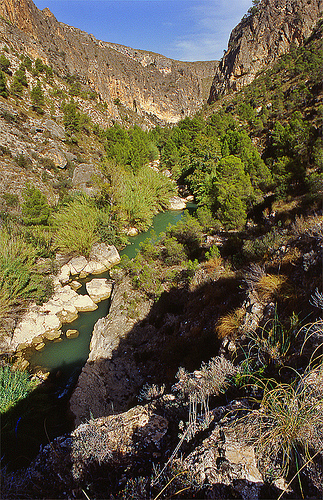
El Cañón de los Almadenes, tussen Calasparra en Cieza.

De middenloop start wanneer de Segura het natuurpark "Sierra de Alcaraz" doorkruist. Op het einde van het park mondt namelijk de belangrijkste zijrivier "rio el Mundo" in de Segura uit.
Een beetje verder verlaat de rivier de provincie Albacete en stroomt ze de Autonome Gemeenschap Murcia binnen. Tussen de gemeentes Calasparra en Cieza doorkruist de rivier de "Cañón de los Almadenes". De ravijnen hebben een lengte van 4 kilometer en zijn op bepaalde plaatsen tot 100 meter diep. Een beetje verderop stroomt de rivier door de "Sierra del Molino".
Verder stroomafwaarts monden de rio Moratalla, de rio Argos en de rio Quípar uit in de Segura.In deze streek bezit rijstplantages, waar veel water uit de rivier gebruikt wordt. Ook de verder gelegen "Vallei van Ricote" heeft een agrarische traditie. Het laatste Moorse koninkrijk van Murcia was in deze vallei gevestigd.

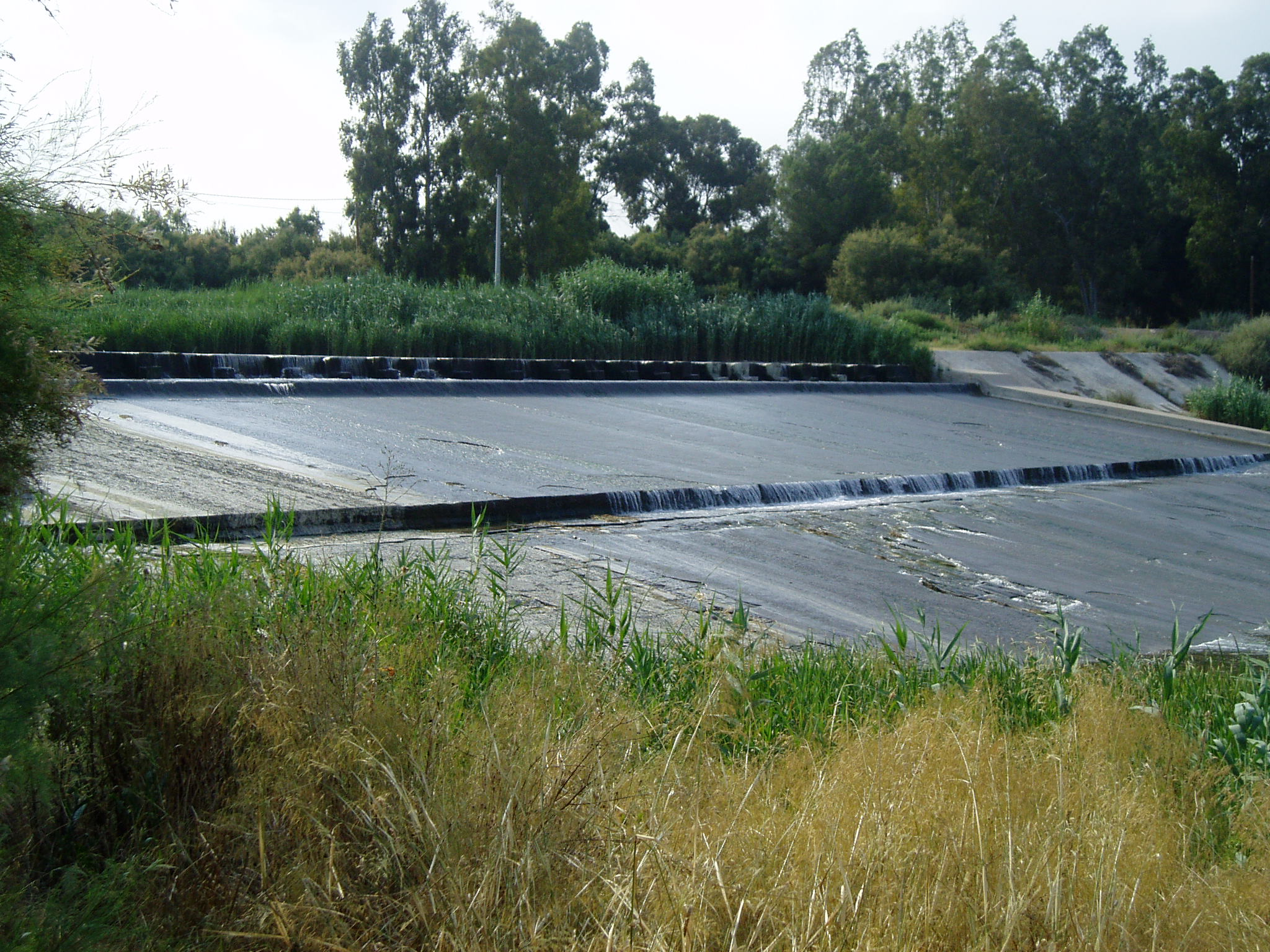
Contraparada te Beniel.

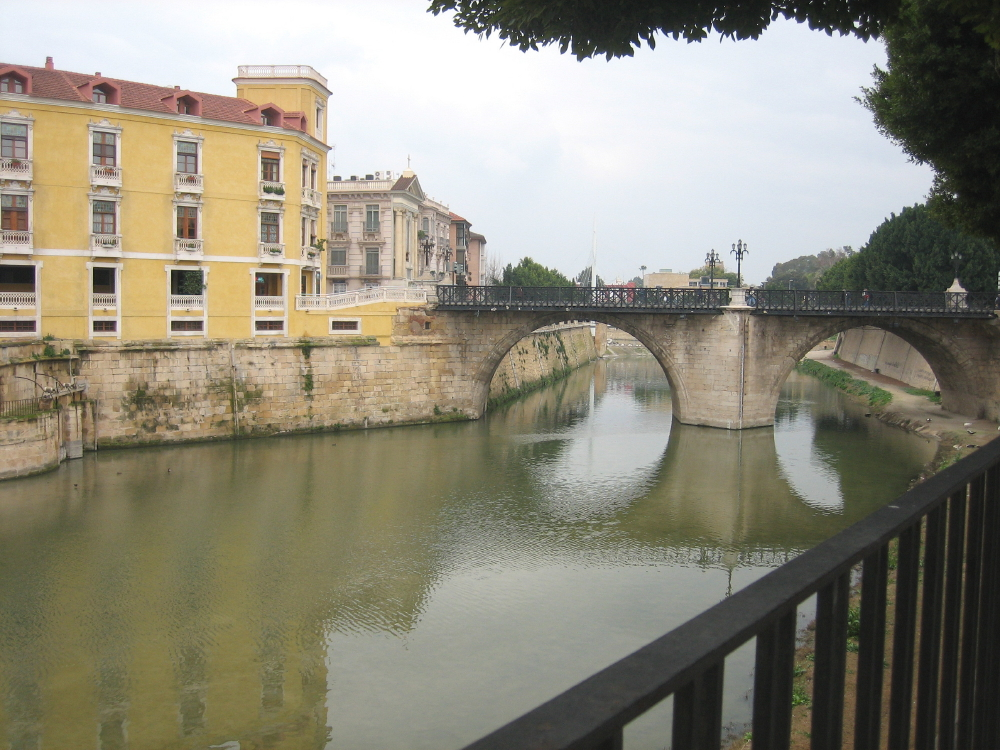
Rio Segura stromend door de stad Murcia. In de achtergrond de oudste brug van Murcia, de Puente de los Peligros

Daarna stroomt de rivier door de stad Murcia. In de gemeente Beniel bevindt zich de zogenaamde "Contraparada". Dit is een dam die een artificieel kanalensysteem voedt. Dit geniale voorbeeld van waterinfrastructuur is gemaakt van steen en wordt omgeven door riet. Het dateert uit de negende eeuw na Christus en werd ontworpen en gebouwd door islamitische ambachtslieden. Het dient om de streek rond Murcia van water te voorzien.
Stroomafwaarts van Murcia mondt de Río Guadalentín uit in de Segura.
Vanaf hier wordt de rivier heel breed en is ze vervuild door het afvalwater van de stad.

### Benedenloop

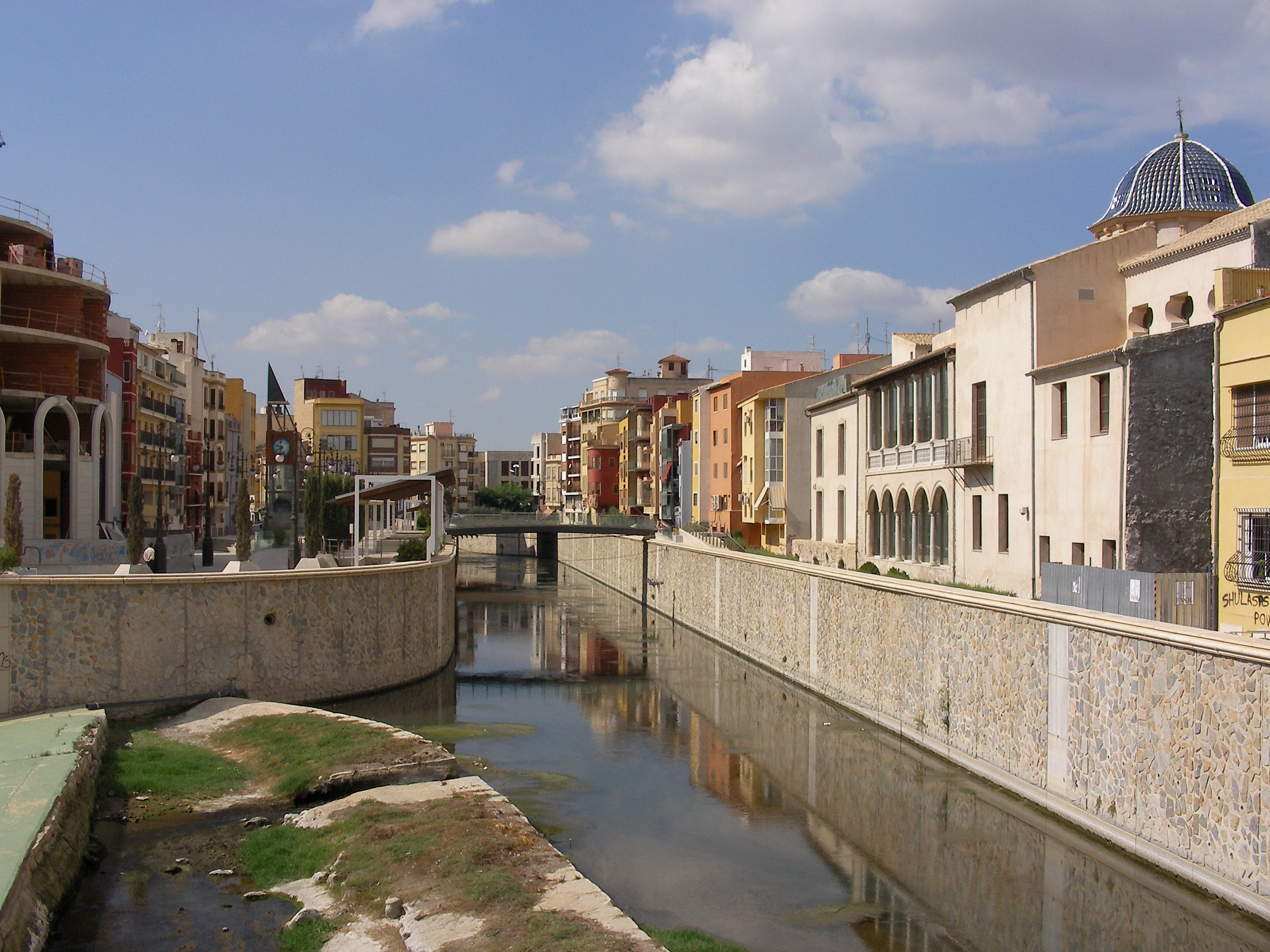
De Vega Baja del Segura te Orihuela, Alicante

Na het verlaten van de gemeente Beniel komt de rivier in de provincie Alicante aan. Daar begint de benedenloop.

## Dorpen en gemeenten langs de Segura

### De provincieJaén
Fuente Segura, een deelgemeente van Santiago-Pontones

### De provincieAlbacete
Yeste, Letur, Elche de la Sierra, Férez, Socovos en Hellín.

### De Autononome GemeenschapMurcia
Moratalla, Calasparra, Cieza, Abarán, Blanca, Ojós, Ulea, Villanueva del Río Segura, Archena, Ceutí, Lorquí, Alguazas, Molina de Segura, Torres de Cotillas, Javalí Nuevo, Alcantarilla, Murcia, Beniel en Alquerías.

### De provincieAlicante
Orihuela, Benejúzar, Formentera del Segura, Rojales en Guardamar del Segura.

## Overstromingen

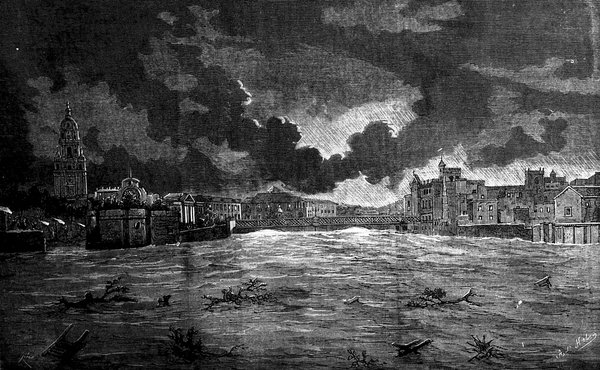
Gravure gerealiseerd door Gustave Doré van de overstroming van Santa Teresa tijdens zijn doortocht door de stad Murcia op 15 oktober 1879.

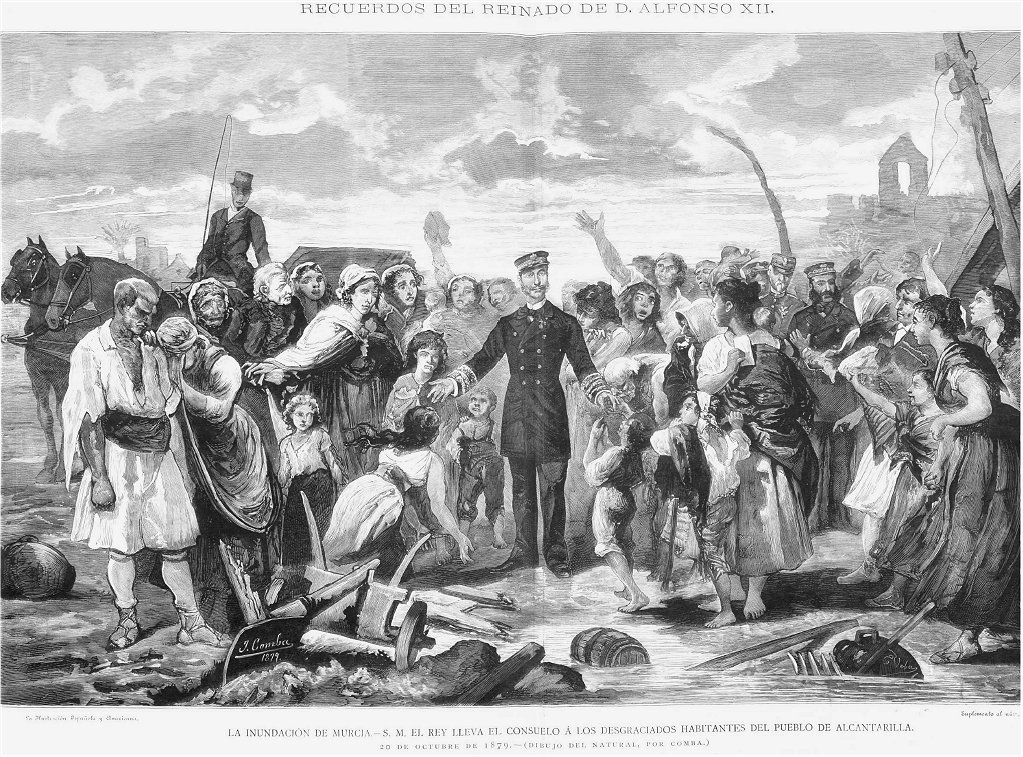
Gravure van het bezoek van Alfonso XII aan de overstroming van 15 oktober 1879.

Het debiet van de Segura is in grote mate afhankelijk van regen. In dit gebied wisselen lange perioden van droogte zich af met korte maar hevige stortbuien. Dit brengt gevaar tot grote overstromingen met zich mee. De ergste die de streek gekend heeft, had plaats op 15 oktober 1879 en kreeg de naam "Santa Teresa" mee. Meer dan duizend mensen zouden het leven laten tijdens deze overstroming.
Maar ook tijdens de twintigste eeuw waren er verschillende overstromingen en dit tijdens de jaren 1946, 1948, 1973, 1982, 1987 en 1989. Dit heeft in de jaren 1990 geleid tot een plan ter voorkoming van deze natuurrampen. De benedenloop werd op het einde van de twintigste eeuw gekanaliseerd. Dankzij deze ingreep werden de gevolgen van de erge regens van 1997, 2000 en 2012 ernstig beperkt.
- Gemeinsame Normdatei: 4118568-7
- Virtual International Authority File: 315127267